# Castelões (Vila Nova de Famalicão)
Castelões es una freguesia portuguesa del concelho de Vila Nova de Famalicão, con 3,60 km² de superficie y 1.746 habitantes (2001). Su densidad de población es de 485,0 hab/km².